# Oldřich Hlavsa (Maler)

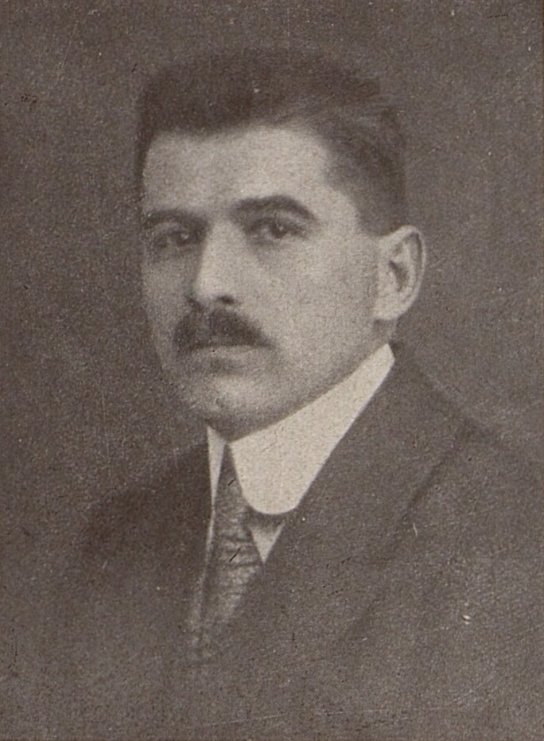
Oldřich Hlavsa, 1927

Oldřich Hlavsa (* 1. November 1889 in Německá Rybná, heute Rybná nad Zdobnicí; † 11. Februar 1936 in Prag) war ein tschechischer Maler.

## Leben

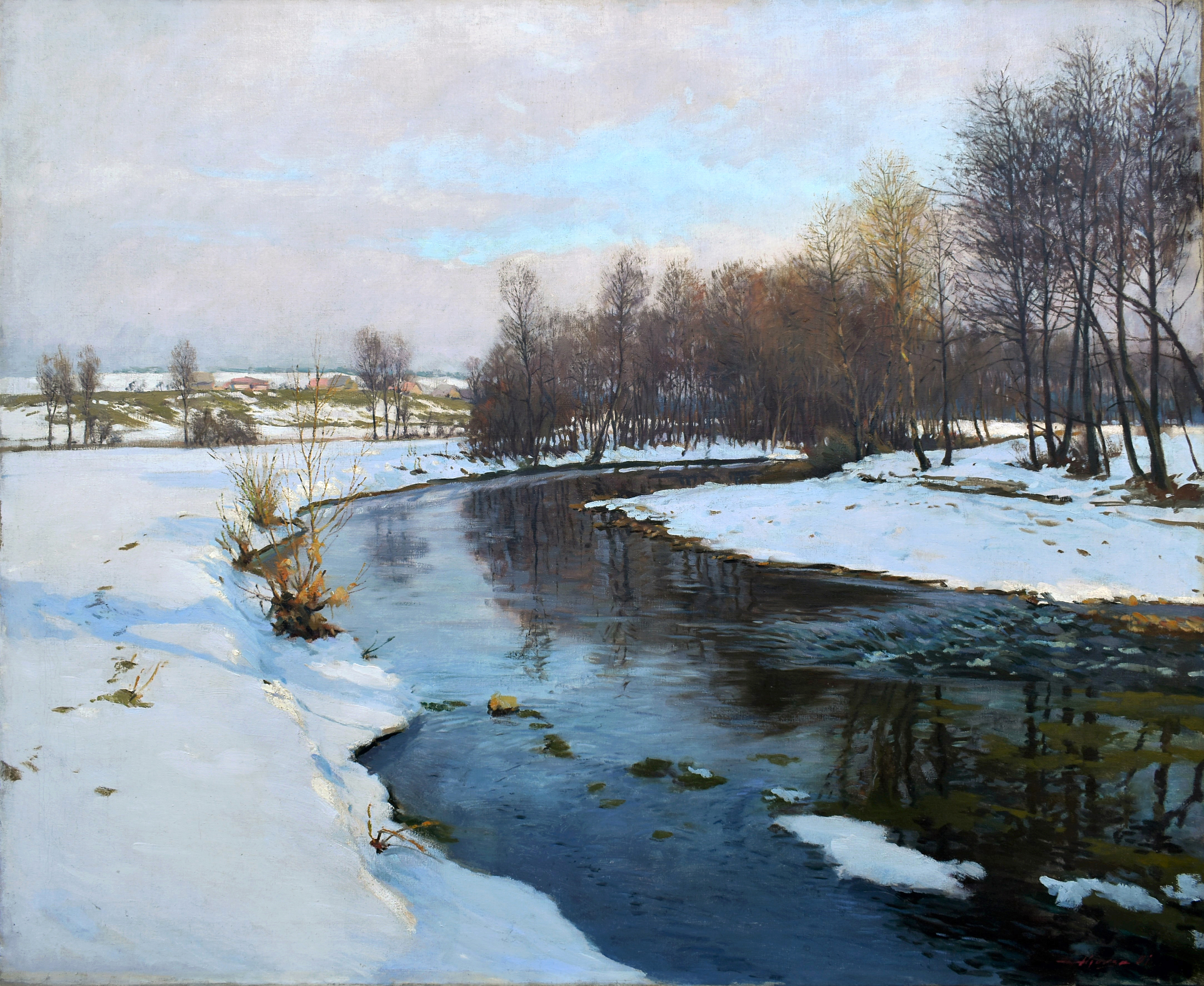
Oldřich Hlavsa: Zimní řeka (Fluss im Winter)

Oldřich Hlavsa wurde als jüngstes von sechs Kindern in ärmlichen Verhältnissen geboren. Nach dem Besuch der Grundschule absolvierte er eine Kellnerlehre in Žamberk, widmete sich aber in seiner Freizeit dem Zeichnen. Während eines Aufenthalts in Wien erhielt er ersten Zeichenunterricht in einem speziellen Kurs. Von 1910 bis 1913 studierte er an der Akademie der Bildenden Künste in München bei den Professoren Halm und Herterich. Anschließend setzte er sein Studium an der Akademie der Bildenden Künste in Prag bei František Ženíšek (1914) und Vojtěch Hynais (1920–1923) fort. Während des Ersten Weltkriegs diente Hlavsa als Legionär in Russland. Nach dem Krieg lebte er abwechselnd in Prag, Německá Rybná und Vamberk. In Německá Rybná fand er in der Pfarre eine zweite Heimat, Pfarrer Jan Selichar wurde sein Mentor und unterstützte ihn finanziell während seines Studiums.

## Werk

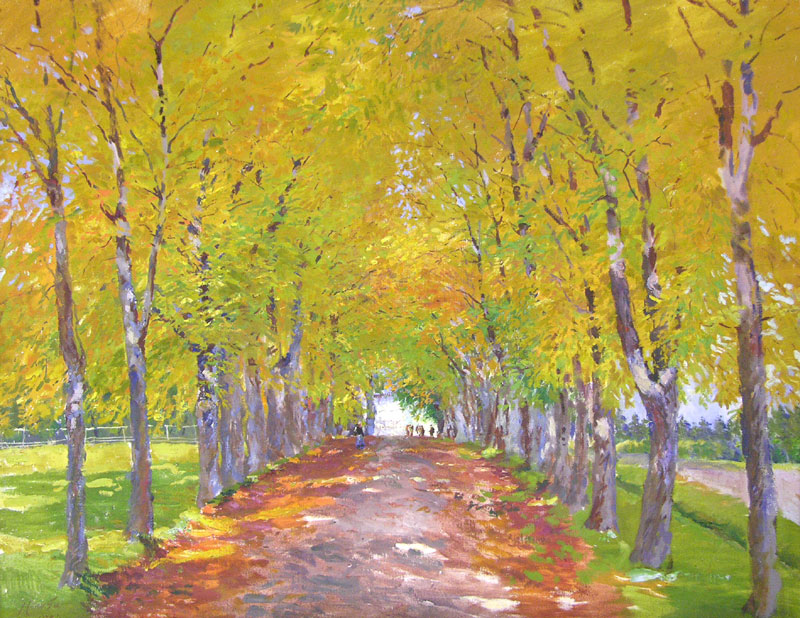
Oldřich Hlavsa: Podzimní nálada (Herbststimmung)

Oldřich Hlavsa war Mitglied der sogenannten „Rybenská skupina“ (Rybenská Malergruppe) und schöpfte seine Motive hauptsächlich aus seiner Heimatregion im Vorgebirge des Orlické hory (Adlergebirge). Sein Werk umfasst vor allem stimmungsvolle Landschaftsgemälde, die durch lyrische Atmosphäre geprägt sind. Obwohl er auch als Porträtmaler tätig war, dominieren in seinem Œuvre Landschaften. Zu seinen bekannten Werken zählen Gemälde wie „Předjaří na potoce“, „U starého mlýna“, „Zima na vesnici“ und „Podzimní nálada“. Einige seiner Arbeiten sind in der „Síň Oldřicha Hlavsy“ (Oldřich-Hlavsa-Galerie) in Rybná nad Zdobnicí ausgestellt, die am 26. Juli 1986 eröffnet wurde. 